# San Juan Bautista (Maynas)
San Juan Bautista é um dos onze distritos que formam a província de Maynas, situada na região de Loreto, Peru.

## Transporte
O distrito de San Juan Bautista não é servido pelo sistema de estradas terrestres do Peru.